# Mihai Toma
Pour les articles homonymes, voir Toma.
Mihai Toma, né le 17 février 2007 à Târgoviște, est un footballeur roumain qui joue au poste de milieu offensif au FCSB.

## Biographie

### Carrière en club
Né à Târgoviște en Roumanie, Mihai Toma est formé par le FCSB, où il commence sa carrière professionnelle en championnat de Roumanie. Il joue son premier match avec l'équipe première du club en championnat le 3 décembre 2023, lors d'un match à domicile contre Otelul Galati,.
Toma est ainsi sacré champion de Roumanie lors de la saison 2023-24.

### Carrière en sélection
Mihai Toma est international junior avec l'équipe de Roumanie des moins de 17 ans à partir d'aout 2023, au sein d'une sélection dont il est nommé capitaine.

## Palmarès
FCSB
- Championnat de Roumanie
  - Champion en 2023-24